# Fourrière animale

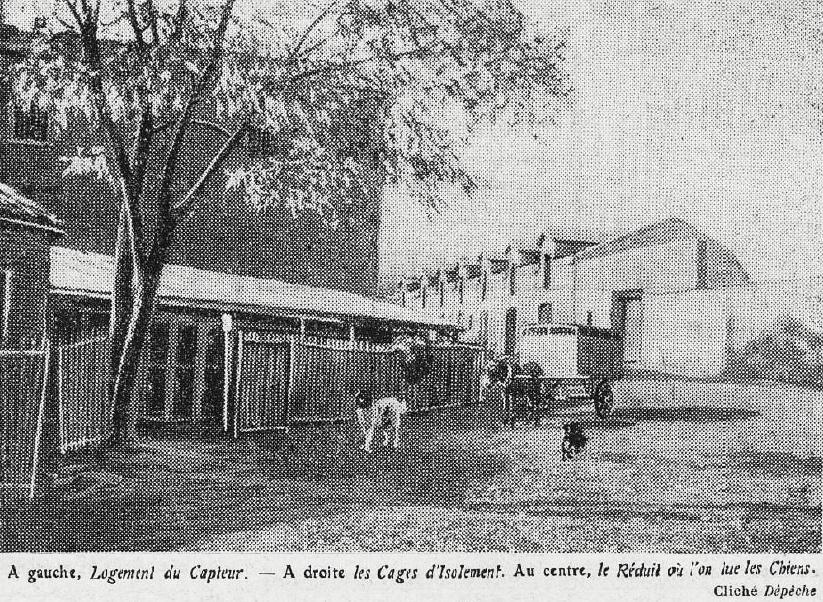
La fourrière municipale de Toulouse, en 1913.

Une fourrière animale est une structure où sont enfermés, pendant une durée limitée, les animaux abandonnés ou errants recueillis sur la voie publique. La fourrière est un service public et se distingue du refuge animalier qui est géré par une association.

## Dispositions légales
Lorsqu'un animal est admis en fourrière, son propriétaire dispose d'un délai légal pour le réclamer ; dès ce délai légal dépassé, l'animal est considéré comme abandonné. Le gestionnaire de la fourrière peut ensuite décider de livrer l'animal à un refuge animalier ou de l'euthanasier, si aucun refuge ou aucune famille d'accueil ne se présente pour accueillir l'animal.
En France, pour des raisons de sécurité publique, la loi interdit la divagation des animaux domestiques et des animaux sauvages apprivoisés ou tenus en captivité, et impose aux collectivités de disposer d'un service de fourrière animale,. Le délai franc de garde est de huit jours ouvrés, après lequel la fourrière peut décider du devenir de l'animal si aucun propriétaire ne s'est manifesté.